# Banff (Ölfeld)

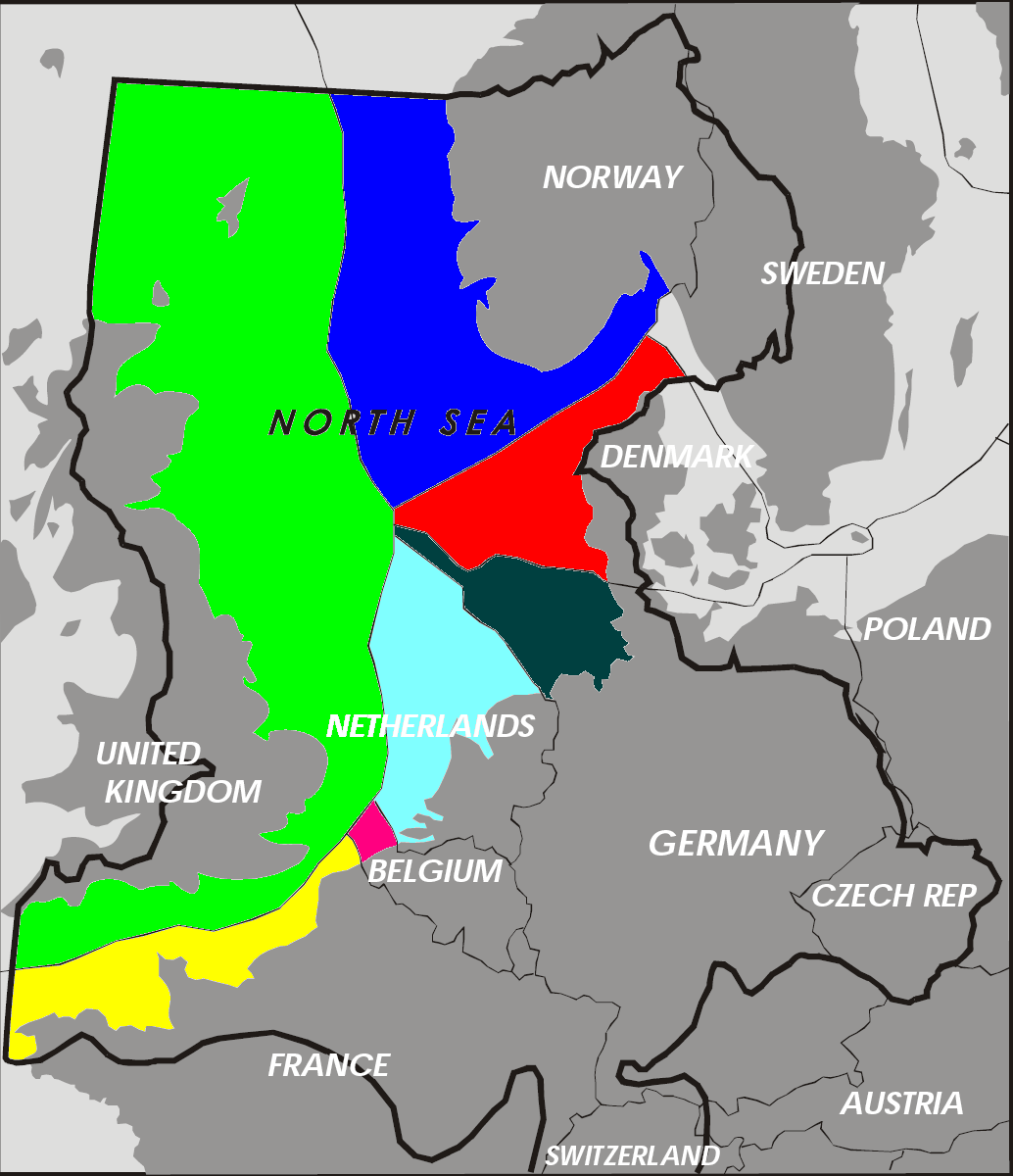
Die Wirtschaftszonen der Nordsee

Das Banff-Ölfeld liegt in der Nordsee 200 km östlich von Aberdeen.

## Lage und Rohstoffvorkommen
Das Banff-Ölfeld liegt in der Nordsee im Hoheitsgewässer des Vereinigten Königreichs. Basierend auf der Einteilung des United Kingdom Continental Shelf liegt das Banff-Ölfeld in den Blöcken 29/2a und 22/27a. Es wird geschätzt, dass die Ölreserven dieses Feldes zwischen 20 und 110 Millionen Barrel liegen. Das Vorkommen liegt in einer Tiefe zwischen 1,3 km und 2,3 km.

## Förderung
Die Förderung fing im Februar 1999 an, mit einer Tagesproduktion zwischen 6.000 und 34,000 Barrel. Nach 3 Tagen wurde die Förderung bereits wieder gestoppt. Die Produktions- und Lagereinheit (FPSO) Petrojarl Banff musste zur Instandhaltung bis März 2001 in die Werft. Die Petrojarl Banff kann bis zu 60.000 Barrel Öl am Tag fördern. Das geförderte Öl wird mithilfe von doppelwändigen Tankschiffen mit einer Kapazität von je 500.000 Barrel an Land gebracht.